# Per Grundén
Per Grundén (* 23. Mai 1922 in Eskilstuna, Schweden; † 6. Februar 2011 in Trosa, Schweden) war ein schwedischer Opernsänger (Tenor) und Schauspieler.

## Leben
Grundén absolvierte in den 1940er Jahren ein Gesangsstudium an der Königlichen Musikhochschule in Stockholm. Unterricht erhielt er unter anderem bei dem bekannten schottisch-schwedischen Opernsänger und Gesangspädagogen Joseph Hislop (1884–1977). Sein Debüt als Opernsänger gab Grundén 1945 am Stora Theater (Stora Teatern) in Göteborg in der Rolle des Sporting Life in der Oper Porgy und Bess. Am Stora Theater blieb er bis 1949 im Engagement, wechselte dann an das Oscar-Theater (Oscars Teatern) in Stockholm, wo seine Karriere als Operettensänger begann. Als Gast trat Grundén auch in an der Königlichen Oper in Stockholm auf; dort sang er lyrische Tenorpartien in Opern und auch einige Operettenrollen, unter anderem den Symon in der Operette Der Bettelstudent; mit dieser Rolle gelang ihm dort der Durchbruch.
Von 1953 bis 1963 sang Grundén an der Wiener Volksoper; er trat dabei auch in Produktionen der Wiener Staatsoper auf, die das Gebäude der Volksoper aufgrund der zerstörten Staatsoper für ihre Aufführungen nutzte. Grundén sang in Wien schwerpunktmäßig ebenfalls wieder Operettenpartien, übernahm jedoch auch Rollen in Opern. So sang er zwischen 1953 und 1955 unter anderem die Titelrolle in Fra Diavolo, den Max in Der Freischütz, den Paris in Die schöne Helena, den Barinkay in Der Zigeunerbaron, den Symon in Der Bettelstudent, den Danilo in Die lustige Witwe und den Maler Armand Brissard in Der Graf von Luxemburg. An der Wiener Volksoper gehörten ab Ende der 1950er Jahre insbesondere der Danilo, aber auch der Graf René in Madame Pompadour, der Prinz Sou-Chong in Das Land des Lächelns und die Titelrolle in der Operette Der Zarewitsch zu seinen Glanzpartien. Die Rolle des Sou-Chong sang er in über 80 Vorstellungen an der Wiener Volksoper. 1958 wurde er zum Kammersänger ernannt. In späteren Jahren gastierte Grundén nochmals 1976 an der Wiener Volksoper; er übernahm dort den Dichter Joseph Calicot in der Operette Madame Pompadour.
Grundén absolvierte in Deutschland Gastspiele in Hamburg, in München, jeweils als Danilo, und 1960 an der Deutschen Oper am Rhein. In Schweden sang er 1954 den Danilo in einer Inszenierung am Stadttheater Malmö unter der Regie von Ingmar Bergman. 1965 gastierte er am Königlichen Dramatischen Theater in Stockholm, 1973 am Riks-Theater in Stockholm.
Ab 1967 vollzog Grundén zunehmend den Wechsel ins Buffo-Fach; auch übernahm er nun verstärkt Schauspielrollen. So interpretierte er 1967 erstmals die Rolle des Wandersmannes Lustigs-Per in dem Volksstück Skinnarspelet von Rune Lindström mit der Musik von Jan Johansson. Diese Rolle, die eigens für ihn geschrieben worden war, spielte er bis 1982 fast jeden Sommer bei den Aufführungen im Freizeitpark Orrskogen in Malung.
Er übernahm auch einige Filmrollen. So spielte er in der populären schwedischen Filmreihe Jönssonligan über ein tollpatschiges Gangster-Trio, die Jönsson-Liga, mit. Außerdem wirkte er in der satirischen Komödie Apfelkrieg (1971) in der Rolle des deutschen Geschäftsmannes Jean Volkswagner mit.
Die Stimme von Per Grundén ist auch durch einige Tondokumente überliefert. In einer Gesamtaufnahme der Operette Die lustige Witwe sang er den Danilo an der Seite von Hilde Güden. 1978 brachte Grunden unter dem Titel Ömsom wien, ömsom Vatten eine Sammlung von Wiener Liedern und schwedischen Seemannsliedern auf Schallplatte heraus.